# Heinrich von Dassow
Heinrich von Dassow, auch  Dartzow (bl. 1308–1332) war 1310–1315 Propst des Nonnenklosters Rehna, 1321 Kanonikat zu Lübeck, seit 1325 Domherr zu Schwerin.

## Leben
Heinrich von Dassow war vom 22. Dezember 1308 bis zum 28. Januar 1309 Inhaber der Pfarrei Kirchdorf zu Poel in der Diözese Lübeck, die er vorher gegen die Pfarrei zu Kotelow in der Diözese Cammin eingetauscht hatte. Diese tauscht er dann für die Pfarrei zu Dassow in der Diözese Ratzeburg ein, die er bis zum 24. November 1320 innehatte.
Als Propst ist er vom 22. März 1310 bis zum 20. Januar 1315 im Benediktinerinnenkloster in Rehna belegt, wo er am 18. März 1313 Inhaber einer Vikarie in der dortigen Klosterkirche wurde.
Vom 27. März 1320 bis zum 25. Januar 1324 war er Generalvikar des Bremer Erzbischofs Jens Grand. In den Suffraganbistümern verweigerte man ihm am 2. Mai 1320 die Anerkennung seines Amtes als Generalvikar.
Im Zusammenhang mit den Streitigkeiten in der Bremer Erzdiözese verkündete er am 22. November 1320 die Suspension der Bischöfe von Lübeck und Schwerin, Heinrich II. von Bochholt und Hermann II. von Maltzan.
Vom 14. April 1320 bis zum 5. Januar 1321 wurde Heinrich von Dassow als Pfarrer in der St.-Marien-Kirche zu Wismar genannt.
Papst Johannes XXII. verlieh Heinrich am 26. Juli 1321 ein Kanonikat mit Expektanz auf eine Dompräbende und die Domkantorei zu Lübeck. Heinrich war am 25. September 1325 bereit, für die Propstei des Kollegiatstifts Ramelsloh bei Lüneburg auf die Lübecker Kantorei zu resignieren.
Da er diese nicht erlangen konnte, blieb er bis zum 31. Juli 1333 Lübecker Kantor.
Schweriner Domherr wurde Heinrich schon am 22. Februar 1325, jedoch ohne Einkünfte. Daher prozessierte er am 25. September 1325 mit dem Schweriner Domkapitel um ein Kanonikat und eine Präbende. Am 7. Dezember 1325 wurde er dann von Papst Johannes XXII. mit einem Kanonikat und einer Majorpräbende providiert, sollte dafür aber den Rechtsstreit um eine Minorpräbende aufgeben.
In Hamburg erhielt Heinrich ebenfalls am 22. Februar 1325 eine Provision für ein Kanonikat und eine Präbende und am 7. Dezember 1325 hatte er noch eine Anwartschaft auf das dortige Scholastenamt. Am 24. August 1329 erhielt er eine Anwartschaft auf eine Domherrenstelle im Domkapitel zu Cammin.
Neben diesen Ämtern war Heinrich Dassow verschiedentlich im Dienst des Papstes tätig. In den Jahren 1325, 1326 und 1327 war er, nicht als Mitglied des Schweriner Domkapitels, mit der Ausführung päpstlicher Provisionen beauftragt. 1325 bekam er dazu auch päpstliche Konservatoren als Bewacher zugewiesen. Auch Heinrich selbst wurde am 23. Mai 1332 als Lübecker Kantor zum Konservator der Bremer Kirche bestimmt.